# Trambly
Trambly – miejscowość i gmina we Francji, w regionie Burgundia-Franche-Comté, w departamencie Saona i Loara.
Według danych na rok 1990 gminę zamieszkiwały 344 osoby, a gęstość zaludnienia wynosiła 28 osób/km² (wśród 2044 gmin Burgundii Trambly plasuje się na 574. miejscu pod względem liczby ludności, natomiast pod względem powierzchni na miejscu 783.).